# La Rioja Tierra Abierta
La Rioja Tierra Abierta es una exposición que se celebra cada dos años en La Rioja (España), organizada por el Gobierno de La Rioja y la Fundación Caja Rioja. Desde el 31 de marzo de 2017 se desarrollará en Arnedo.

## Ediciones

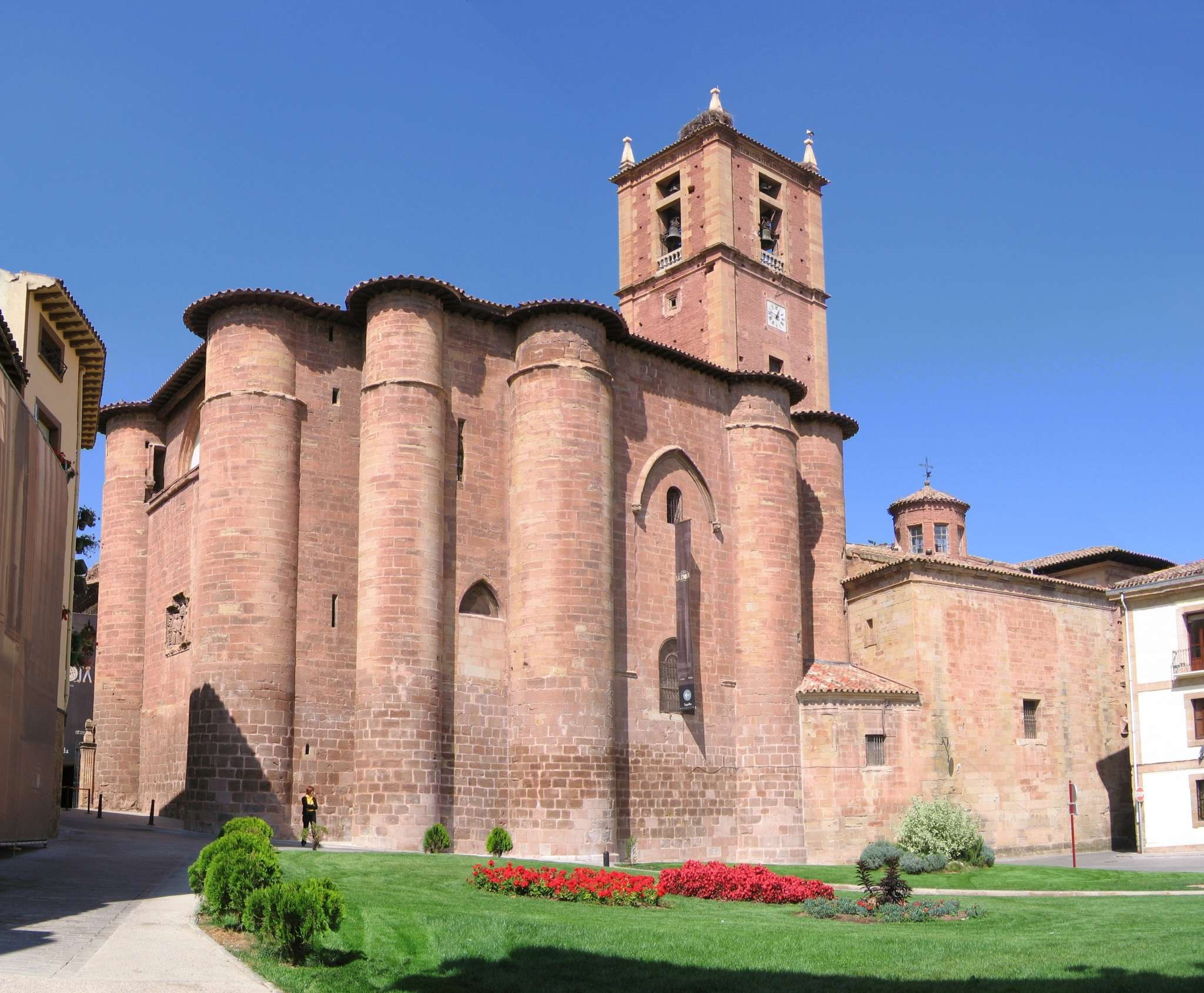
Monasterio de Santa María la Real, Nájera.

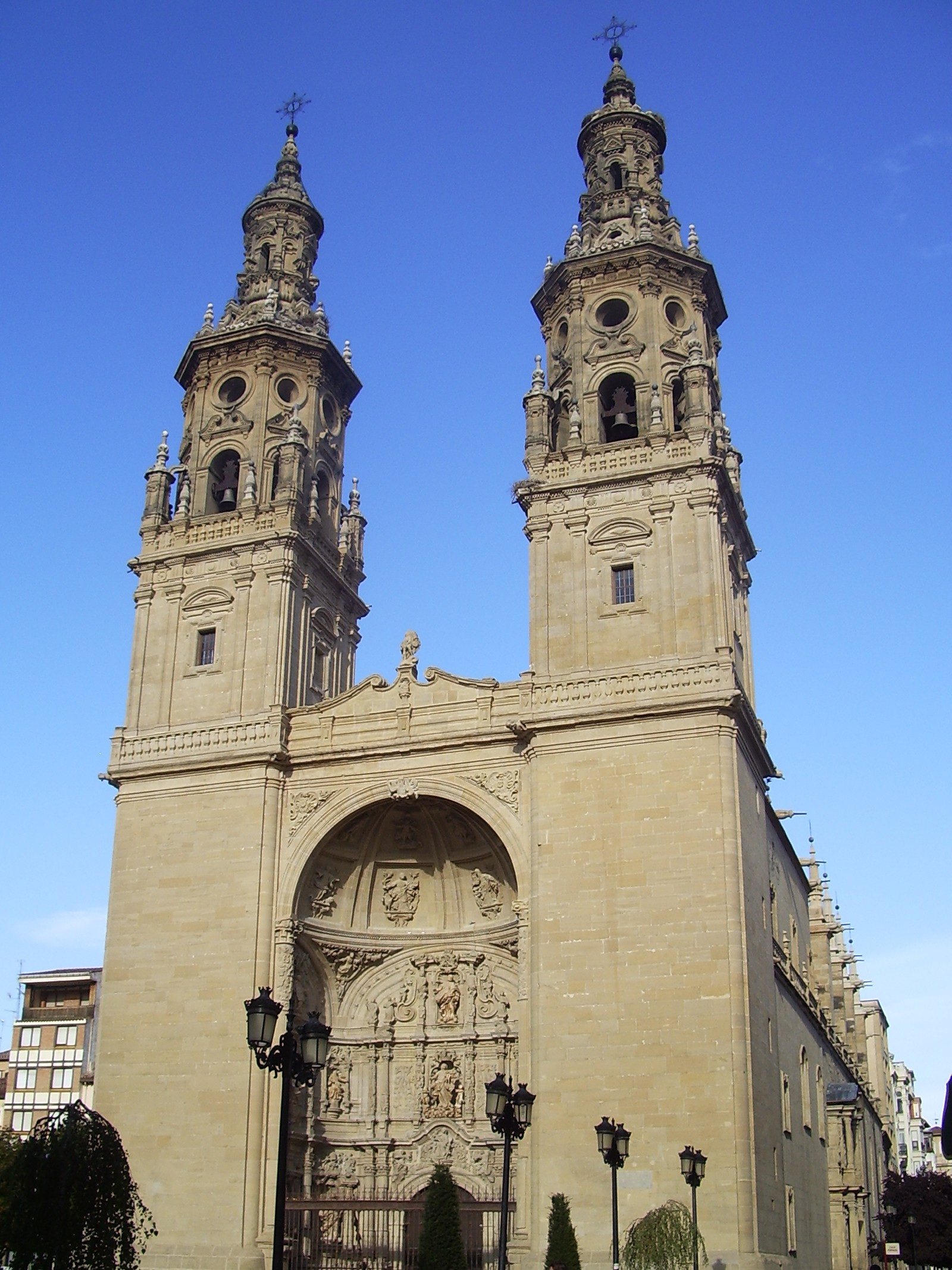
Concatedral de Santa María de la Redonda, Logroño.

### La Rioja Tierra Abierta
Desde el 15 de abril hasta el 30 de septiembre de 2000, se desarrolló en Calahorra la primera edición de La Rioja Tierra Abierta. Fue inaugurada por S.M. el Rey Don Juan Carlos I y S.M. la Reina Doña Sofía. La Catedral de Calahorra acogió una muestra sobre la Historia de La Rioja, con piezas del patrimonio de la Diócesis de Calahorra y La Calzada-Logroño, el Museo de La Rioja y otras colecciones privadas. La exposición constituía un viaje desde la prehistoria hasta la actualidad, con muestras de fósiles autóctonos riojanos como el Riojaia perezi del  Cámbrico Medio, de ammonites o de terebrátulas, además de fósiles de mamíferos como el cráneo de un Hipparon. La exposición también incluía piedras talladas, hachas pulimentadas, puntas de flecha, piezas de cerámica y de fibras vegetales, molinos de mano... que reflejan la evolución del ser humano desde las cavernas de la Edad de Piedra hasta los primeros poblados de la Edad de los Metales. Siguiendo este viaje en el tiempo, La Rioja Tierra Abierta continuaba con los romanos con sus armas, monedas, mosaicos, esculturas, utensilios de vidrio y de cerámica, seguía con los visigodos, las Glosas Emilianenses en las que aparecen por primera vez en la historia palabras en romance hispano y en euskera, incluidas en los magníficos Códices de San Millán de la Cogolla y la Torá de Calahorra. Así pasamos a la Edad Media, mostrándose en la exposición los fueros de algunas ciudades como Nájera y Calahorra, numerosas Vírgenes y cristos románicos, relicarios, cofres, arquetas... Y de la Edad Media al Renacimiento reflejado en la exposición mediante las primeras obras impresas en La Rioja, los cálices, las custodias, los trípticos al óleo de influencia italiana.

### La Rioja Tierra Abierta. Nájera Legado Medieval
Desde el 4 de mayo hasta el 1 de noviembre de 2005, se desarrolló en Nájera la segunda edición de La Rioja Tierra Abierta. Fue inaugurada por la Infanta Doña Elena, Duquesa de Lugo y su marido el Duque de Lugo. Se recuperó y restauró el patrimonio del Monasterio de Santa María la Real para celebrar una exposición sobre la Edad Media, primera muestra de este tipo en el siglo XXI en España.

### La Rioja Tierra Abierta. Logroño 2007
Desde el 28 de febrero hasta el 9 de septiembre de 2007, se desarrolló en Logroño la tercera edición de La Rioja Tierra Abierta. Fue inaugurada por S.M. el Rey Don Juan Carlos I y S.M. la Reina Doña Sofía, acompañados por la Ministra de Sanidad y Consumo, Dña. Elena Salgado, por el Presidente del Gobierno de La Rioja, D. Pedro Sanz y por el alcalde de la ciudad, entre otras personalidades.
Para llevar a cabo la exposición, se remodeló la zona del Cubo del Revellín, se restauró el retablo de la  Iglesia de Santa María de Palacio, se abrió una de las torres de la Concatedral de Santa María de la Redonda y se remodeló la tercera planta de la Plaza de Abastos. La visita comenzaba en la Sala Amós Salvador, dónde se adquirían las entradas para acceder a los distintos recintos expositivos. En esta misma sala se tomaba una fotografía a los visitantes con intención de realizar un fotomosaico. Después, se aconsejaba dirigirse al Cubo del Revellín, un antiguo polvorín dentro de la muralla de la ciudad. Allí se proyectaba un audiovisual. Después se recomendaba acudir a la Iglesia de Palacio, dónde se había restaurado el retablo y habilitado dependencias parroquiales para una interesante muestra sobre la historia de la ciudad. De allí había que dirigirse a la Plaza del Mercado, desde la que se accedía a la Torre Norte de la Concatedral de Santa María de la Redonda, abierta al público con ocasión de esta muestra. Después se acudía a la Plaza de Abastos, en la que se habilitó un espacio de "relax" en torno al vino y los productos de la tierra.

### La Rioja Tierra Abierta. Pecado, Penitencia y Perdón
La cuarta edición de La Rioja Tierra Abierta se celebró en Santo Domingo de la Calzada desde el 3 de abril hasta el 18 de octubre de 2009, coincidiendo con el noveno centenario de la muerte del santo Domingo de la Calzada.

### La Rioja Tierra Abierta. 2011  AlfaroLa fiesta barroca
La quinta edición de La Rioja Tierra Abierta se celebró en Alfaro en 2011.
Exposición que se realiza desde el 8 de abril hasta el 13 de octubre de 2011. Durante este periodo, Alfaro se convirtió en una ciudad barroca, ya que el lema de la exposición es La fiesta barroca. Con la presencia de Felipe IV y de su mujer Isabel de Borbón, se inauguró la exposición.

### La Rioja Tierra Abierta. 2013  Haro. Luces de la modernidad
La sexta edición se celebró en Haro, y tuvo como título Luces de la modernidad. Las sedes de la exposición fueron el Palacio de Bendaña, El Torreón y la Estación Enológica. En El Torreón, la sección de arte contemporáneo del Museo de La Rioja, se colgaron los cuadros de Enrique Paternina García-Cid (1866-1913), un artista plástico de Haro cuya obra nunca se había mostrado al público, ya que pertenecía a la Fundación García-Cid Paternina, custodiada por la Fundación Privada Hogar Madre de Dios. Para la exposición, el Gobierno de La Rioja y la Fundación Caja Rioja restauraron 59 pinturas del autor. En la Estación Enológica se realizó una muestra con el vino como protagonista mientras que en el Palacio de Bendaña, recuperado para la exposición "La Rioja Tierra Abierta" el contenido de las piezas fue histórico.

### La Rioja Tierra Abierta. Arnedo 2017. Cinemática
La próxima exposición de "La Rioja Tierra Abierta" tendrá lugar en Arnedo del 31 de marzo hasta el mes de octubre de 2017. Bajo el título de "Cinemática", contará con los siguientes escenarios: El Nuevo Cinema, el Centro Tecnológico del Calzado y la Iglesia de San Cosme y San Damián.